# Серафима Люлякина
Серафи́ма Ма́рковна Люля́кина (на ерзянски: Серафима Марковна Люлякинань; 29 юли 1922 – 17 януари 1993) е ерзянска разказвачка на истории и писателка. Родена е в село Ягодное, Бугуруслански уезд (сега Похвистневски район), Самарска губерния на РСФСР.

## Биография
Серафима Марковна е родена в многодетно селско семейство, в което се цени народното слово, приказки и песни. Тя има трима братя.
Всички познават момичето като изобретателна и артистична личност. Тя се отличава от връстниците си с изключителната си чувствителност и впечатлителност, лесното възприемане на известни популярни истории, анекдоти, напеви, но най-вече песни.
Самарското Заволжие отдавна се смята за своеобразен „резерват“ на ерзянския фолклор. Тук израстват писатели като Василий Радаев, Артур Моро, Ксения Петрова, Михаил Втулкин, Числав Журавлев и други. В голямо разнообразие са запазени приказки, легенди, песни, ритуална поезия, което спомага за развитието на Люлякина.
Тенденцията да пее и импровизира при нея се проявява рано. Като дете тя има ясен, естествено добре оформен глас и музикален слух. С отлична памет, тя бързо овладява репертоара от песни на свои приятели и съселяни. Лесно запомня всяка песен – не само думите, но и мелодията. Голямо творческо влияние върху Серафима през тези години оказва нейната баба, Анися Ефимовна, която доживява до 105-годишна възраст и остава известна в Самарска губерния с певческите и разказвателните си умения. Люлякина научава целия ѝ репертоар.
Израснала в такава благотворна творческа среда, Люлякина излиза рано на сцени, с желание участва в детски състезания и художествена самодейност. Знаейки много песни, тя се опитва и да импровизира и композира в движение. Някои от песните ѝ са отпечатани в стенните и окръжните вестници. Талантът на Люлякина е забелязан и тя е посъветвана да учи музика и поезия. Това обаче не е възможно поради материални трудности. По същата причина трябва да напусне училище в пети клас – необходимо е да работи, да се грижи за по-малките си братя и сестри, а по-късно – и за децата си (Серафима отглежда седем деца). Песните ѝ помагат да преодолява трудностите и Люлякина е непрекъснато с тях. Постепенно те стават за нея необходима част от живота ѝ, начин за изразяване на чувства, мисли и намерения.
През 1992 г. на Серафима Люлякина е поставена диагноза рак. Умира на 17 януари 1993 г. Погребана е у дома си в село Ягодное.

## Творби
Нейни произведения са публикувани в републиканските периодични издания и колективни сборници. Първата книга на Люлякина – Морон гайт („Песенен звън“) е издадена през 1982 година. Година по-късно книгата е удостоена с диплома I степен на международна книжна изложба. Други книги на Люлякина са: „Ще ти разкажа“ (1986), Минек оянок („Нашите приятели“, 1988), Тонет, Мордовия („На теб, моя Мордовия“, 1991), „Приказки, стихове, басни“ (1993).

## Постижения
Носителка на награди от регионални, общоруски и общосъюзни фестивали на аматьорското изкуство. Заслужил работник на културата на Мордовската АССР (1990), лауреат на Държавната награда на МССР (1992), носител на премията на Комсомола на Мордовия (1992).
Въз основа на нейното творчество са създадени много книги за фолклора и културата на ерзянския народ. В село Ягодное, Похвистневски район, има музей на Серафима Люлякина.